# Miriam Van hee
Miriam Van hee (Gent, 16 augustus 1952) is een Vlaamse dichteres en slaviste.
Miriam Van hee groeide op in Oostakker en Gent, waar ze slavistiek studeerde aan de Rijksuniversiteit Gent. Ze vertaalde poëzie van onder meer Anna Achmatova, Osip Mandelstam en Joseph Brodsky en doceerde slavistiek aan het Hoger Instituut voor Vertalers en Tolken in Antwerpen. In 1978 debuteerde ze met haar bundel Het karige maal, waarmee ze de Oost-Vlaamse prijs voor Letterkunde won. Haar poëzie is vertaald in tien talen, waaronder Engels, Frans, Pools, Russisch, Afrikaans, Litouws, Zweeds en ze is sinds 14/11/2011 lid van de Koninklijke Academie voor Nederlandse Taal- en Letterkunde in Gent. 
Thematisch handelt haar poëzie over liefdesrelaties, vrijheidsverlangen, schrijverschap, natuurverbondenheid, eenzaamheid, lijden en dood. Zij hanteert een sobere vorm en typografie met amper leestekens behalve komma’s. Haar tiende bundel werd in 2017 bekroond met de Ultima voor Letteren. Naar aanleiding van haar zeventigste verjaardag verscheen in 2022 het Van hee handboek.
In 2024 ontving zij de vijfjaarlijkse Prijs voor Meesterschap van de Maatschappij der Nederlandse Letterkunde (Leiden)

Haar geboortestad Gent is via diverse thema’s geïntegreerd in haar gedichten, o.m. in de ondertussen klassieke gedichten Zomereinde aan de Leie in Buitenland (2007) en Op de watersportbaan in de reeks Station Gent Dampoort uit Ook daar valt het licht (2013)
- Bibliothèque nationale de France: cb12299805r (data)
- Digitale Bibliotheek voor de Nederlandse Letteren: hee_003
- Gemeinsame Normdatei: 132679833
- International Standard Name Identifier: 0000 0000 3761 3709
- Library of Congress Control Number: no93009128
- MusicBrainz: 1db3697e-7091-4831-a956-d83906c86289
- Nederlandse Thesaurus van Auteursnamen: 068713223
- Système universitaire de documentation: 031862268
- Virtual International Authority File: 17288006
- WorldCat: E39PBJwxM6fytgR8MQkjYWjcT3